# Dicranum brevipilum
Dicranum brevipilum là một loài Rêu trong họ Dicranaceae. Loài này được (Bruch & Schimp.) Müll. Hal. mô tả khoa học đầu tiên năm 1848.